# Street Sheet
Street Sheet — американская уличная газета, основанная в 1989 году и издающаяся в Сан-Франциско. Газета сосредоточена на решение проблем бездомных в городе, и по проблемам бедности и жилья. Наряду со «Street News» «Street Sheet» самая старая существующая уличная газета в Соединенных Штатах и в настоящее время имеет самый большой тираж для уличной газеты, выпуская 32 000 экземпляров ежемесячно.
«Coalition on Homelessness» издает газету, которую продавцы продают на улицах Сан-Франциско, обычно в обмен на пожертвование в размере одного доллара.

## История
«Street Sheet» объявлен своим издателем «Coalition on Homelessness», как самая длинная непрерывно издающаяся газета, охватывающая проблемы бездомных  в мире, хотя «Street News» в Нью-Йорке вышел в то же время. Вместе, они заложили основу для подобных газет более чем в 30 странах, включая британский «Big Issue», «Spare Change News» в Бостоне и «Real Change» в Сиэтле.
Издатель «Street Sheet» организация «Coalition on Homelessness» (рус. Коалиция по проблемам бездомных) была основана в 1987 году для борьбы за права бездомных. Осенью 1989 года, сотрудники организации решили, что им нужен информационный бюллетень. Первый бюллетень был выпущен в декабре 1989 года и отправлен по почте горстке адвокатов, работникам приюта и поставщикам медицинских услуг, которые работали с коалицией.
В 1993 был продан миллионный экземпляр. Газета печатает 17 000 экземпляров каждые две недели, каждый экземпляр газеты бедные и бездомные продают за 1$. У «Street Sheet» есть 240 продавцов, которые используют газету в качестве источника дохода.